# Adolf Jellinek

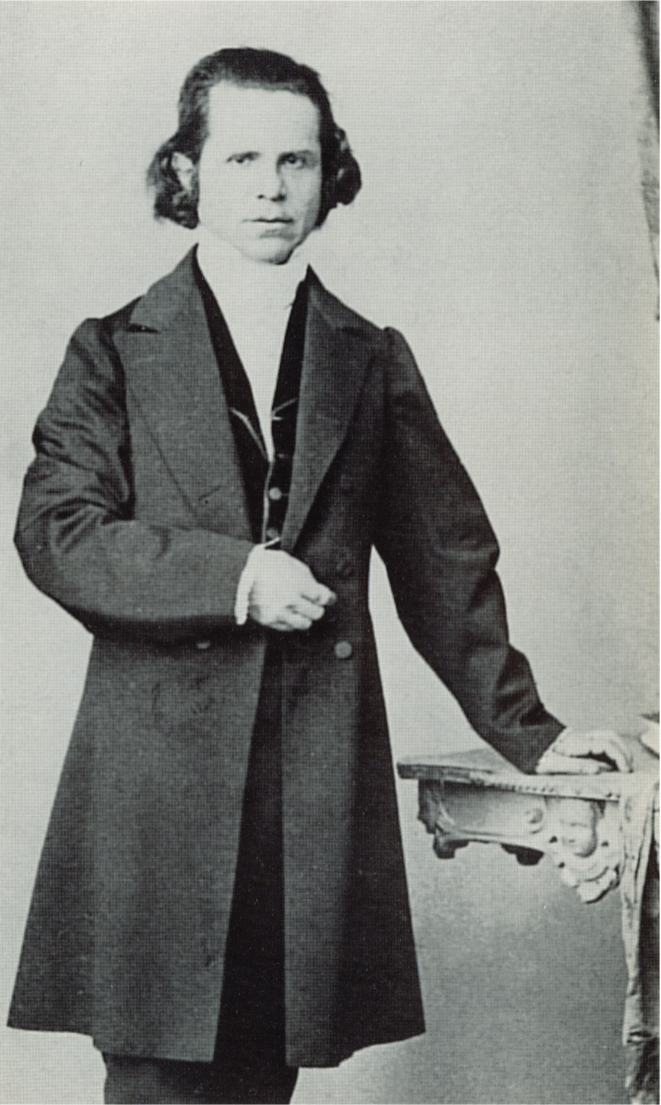
Adolf Jellinek, 1860.

Adolf  Jellinek, född 26 juni 1821 i Drslawitz (tjeckiska Drslavice) nära Uherské Hradiště i Mähren, död 29 december 1893 i Wien, var en österrikisk judisk lärd. Han var far till Georg Jellinek.
Jellinek blev 1845 predikant i den israelitiska församlingen i Leipzig, men flyttade 1856 i samma egenskap till Wien. Jellinek utgav predikningar, monografier av historiskt, arkeologiskt och filosofiskt innehåll samt Sefat chachamim (1846, med tillägg 1847) innehållande förklaringar av i talmudsamlingarna förekommande persiska och arabiska ord.
Hans största förtjänst ligger dock däri, att han lät trycka åtskilliga värdefulla medeltidsmanuskript. Så utgav han under titeln Bet ha-Midrasch (6 band) ett stort antal förut otryckta Midraschim och flera kommentarer till enskilda delar av gamla testamentet från den franska rabbin-skolan i medeltiden.
Jellinek skrev jämväl åtskilliga polemiska avhandlingar mot dåtidens antisemitiska rörelser.